# Omloop van het Houtland 1998
L'Omloop van het Houtland 1998, cinquantaquattresima edizione della corsa, si svolse il 1º ottobre 1998 su un percorso con partenza e arrivo a Lichtervelde. Fu vinto dal belga Étienne De Wilde della Spar-RDM davanti al danese Brian Dalgaard Jensen e al belga Jean-Pierre Heynderickx.

## Ordine d'arrivo (Top 10)
| Pos. | Corridore               | Squadra                        | Tempo    |
| ---- | ----------------------- | ------------------------------ | -------- |
| 1    | Étienne De Wilde        | Spar-RDM                       | 3h45'00" |
| 2    | Brian Dalgaard Jensen   | Spar-RDM                       |          |
| 3    | Jean-Pierre Heynderickx | Home Market-Ville de Charleroi |          |
| 4    | Matthew Gilmore         | Spar-RDM                       |          |
| 5    | Michel Van Haecke       | Ipso-Euroclean                 |          |
| 6    | Wim Feys                | Lotto-Mobistar-Isoglass        |          |
| 7    | Willy Willems           |                                |          |
| 8    | Niko Eeckhout           | Lotto-Mobistar-Isoglass        |          |
| 9    | Saulius Ruskys          |                                |          |
| 10   | Wim Omloop              | Spar-RDM                       |          |